# Matts Honga

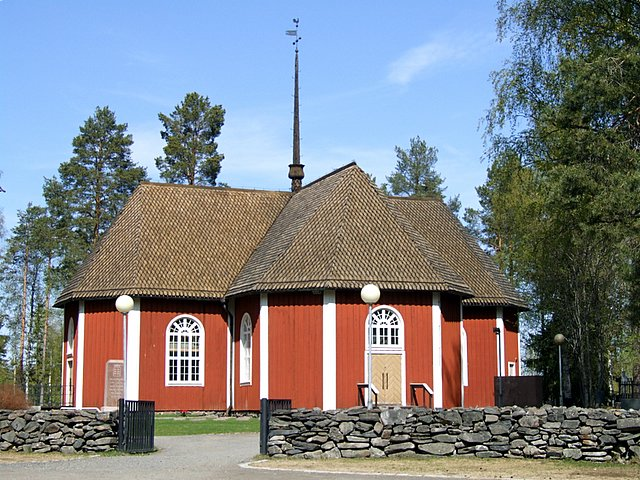
Kiminge kyrka, uppförd av Matts Honga 1760.

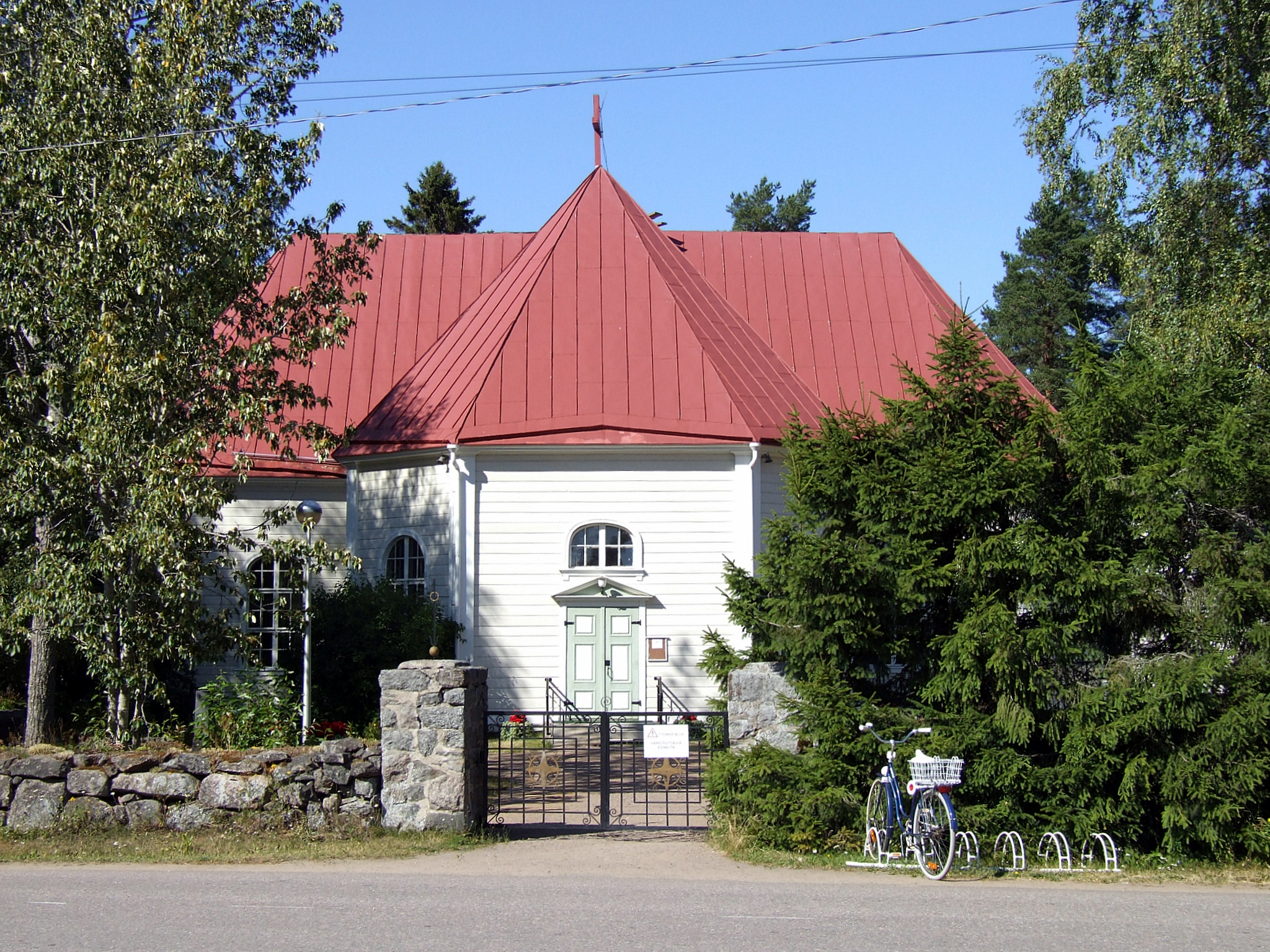
Paavola kyrka, uppförd av Matts Honga 1756.

Matts Honga (ibland känd som Matts Johansson Lillhonga, i finsk text används den finska namnformen Matti Honka), född 28 december 1713 i Vittsar i Karleby socken, död 18 maj 1777 i Karleby, var en svensk arkitekt och kyrkobyggare verksam i östra rikshalvan. Han var son till Johan Lillhonga och Brita Andersdotter.
Honga verkade i Österbotten. De flesta av hans korskyrkor har svensk förebild. De yttre knutarna är ofta avfasade. Typiskt för hans stil är det branta taket och många knutar på kyrkan. Dessa kan uppgå till tolv eller till och med tjugo stycken. Kyrkorna har ofta en låg takryttare utformad som ett torn i två våningar.
Några av kyrkorna planerade och uppförde Matts Honga tillsammans med brodern Johan.
Matts Honga var gift med Magdalena Riippa, som ännu levde år 1785.

## Byggnadsverk planerade av Honga

### Kyrkor
- Nedervetils kyrka (1752–1754)
- Oulais kyrka (1753)
- Paavola kyrka (1756)
- Kiminge kyrka (1760)
- Kannus kyrka (1761)
- Haukipudas kyrka (1762)
- Ilmola kyrka (1764–1766)
- Lappajärvi kyrka (1765)
- Lochteå kyrka (1768)
- utvigdning av Närpes kyrka (1770-talets början)
- Esse kyrka (1770)
- Terjärvs kyrka (1774)
- Viitasaaris tredje kyrka (1775). Den revs för att ge plats för den nuvarande kyrkan i Viitasaari (1878).

### Klockstaplar
- Esse klockstapel (senare forskning anser att Anders Hakola har skött uppdraget)
- Ilmola klockstapel
- Närpes klockstapel (1757)
- Storkyro klockstapel